# RIPEMD-256
RIPEMD-256 — криптографическая хеш-функция, разработанная Хансом Доббертином, Антоном Боселаерсом и Бартом Принилом в 1996 году.
Размер хэша — 256 бит.
Размер блока входных данных — 512 бит.
RIPEMD-256 является развитием RIPEMD-128 и предназначен для приложений, которые требуют более длинного хэша и нуждаются в большей безопасности, чем приложения уровня RIPEMD-128.
Уязвимостей данного алгоритма на текущий момент не обнаружено.

## Пример
RIPEMD-256("") = 02ba4c4e5f8ecd1877fc52d64d30e37a2d9774fb1e5d026380ae0168e3c5522d
RIPEMD-256(«а») = f9333e45d857f5d90a91bab70a1eba0cfb1be4b0783c9acfcd883a9134692925

## Псевдокод для RIPEMD-256
```
 RIPEMD-256: определения
```

```
   нелинейные функции: exor, mux, -, mux
```

```
   f(j, x, y, z) = x XOR y XOR z                (0 <= j <= 15)
   f(j, x, y, z) = (x AND y) OR (NOT(x) AND z)  (16 <= j <= 31)
   f(j, x, y, z) = (x OR NOT(y)) XOR z          (32 <= j <= 47)
   f(j, x, y, z) = (x AND z) OR (y AND NOT(z))  (48 <= j <= 63)
```

```
   константы (шестнадцатеричные)
```

```
   K(j) = 0x00000000      (0 <= j <= 15)     
   K(j) = 0x5A827999     (16 <= j <= 31)      int(2**30 x sqrt(2))
   K(j) = 0x6ED9EBA1     (32 <= j <= 47)      int(2**30 x sqrt(3))
   K(j) = 0x8F1BBCDC     (48 <= j <= 63)      int(2**30 x sqrt(5))
   K'(j) = 0x50A28BE6     (0 <= j <= 15)      int(2**30 x cbrt(2))
   K'(j) = 0x5C4DD124    (16 <= j <= 31)      int(2**30 x cbrt(3))
   K'(j) = 0x6D703EF3    (32 <= j <= 47)      int(2**30 x cbrt(5))
   K'(j) = 0x00000000    (48 <= j <= 63)	    
```

```
   выбор слов в сообщении
```

```
   r(j)      = j                    (0 <= j <= 15)
   r(16..31) = 7, 4, 13, 1, 10, 6, 15, 3, 12, 0, 9, 5, 2, 14, 11, 8
   r(32..47) = 3, 10, 14, 4, 9, 15, 8, 1, 2, 7, 0, 6, 13, 11, 5, 12
   r(48..63) = 1, 9, 11, 10, 0, 8, 12, 4, 13, 3, 7, 15, 14, 5, 6, 2
   r'(0..15) = 5, 14, 7, 0, 9, 2, 11, 4, 13, 6, 15, 8, 1, 10, 3, 12
   r'(16..31)= 6, 11, 3, 7, 0, 13, 5, 10, 14, 15, 8, 12, 4, 9, 1, 2
   r'(32..47)= 15, 5, 1, 3, 7, 14, 6, 9, 11, 8, 12, 2, 10, 0, 4, 13
   r'(48..63)= 8, 6, 4, 1, 3, 11, 15, 0, 5, 12, 2, 13, 9, 7, 10, 14
```

```
   сумма для левого поворота
```

```
   s(0..15)  = 11, 14, 15, 12, 5, 8, 7, 9, 11, 13, 14, 15, 6, 7, 9, 8
   s(16..31) = 7, 6, 8, 13, 11, 9, 7, 15, 7, 12, 15, 9, 11, 7, 13, 12
   s(32..47) = 11, 13, 6, 7, 14, 9, 13, 15, 14, 8, 13, 6, 5, 12, 7, 5
   s(48..63) = 11, 12, 14, 15, 14, 15, 9, 8, 9, 14, 5, 6, 8, 6, 5, 12
   s'(0..15) = 8, 9, 9, 11, 13, 15, 15, 5, 7, 7, 8, 11, 14, 14, 12, 6
   s'(16..31)= 9, 13, 15, 7, 12, 8, 9, 11, 7, 7, 12, 7, 6, 15, 13, 11
   s'(32..47)= 9, 7, 15, 11, 8, 6, 6, 14, 12, 13, 5, 14, 13, 13, 7, 5
   s'(48..63)= 15, 5, 8, 11, 14, 14, 6, 14, 6, 9, 12, 9, 12, 5, 15, 8
```

```
   первоначалыные значения (шестнадцатиричные)
```

```
   h0 = 0x67452301; h1 = 0xEFCDAB89; h2 = 0x98BADCFE; h3 = 0x10325476; 
   h4 = 0x76543210; h5 = 0xFEDCBA98; h6 = 0x89ABCDEF; h7 = 0x01234567; 
```

```
 RIPEMD-256: псевдокод
```

```
       for i := 0 to t-1 {
       A := h0; B := h1; C := h2; D = h3; 
       A' := h4; B' := h5; C' := h6; D' = h7; 
       for j := 0 to 63 {
           T := rol_s(j)(A [+] f(j, B, C, D) [+] X[i][r(j)] [+] K(j));
           A := D; D := C; C := B; B := T;
           T := rol_s'(j)(A' [+] f(63-j, B', C', D') [+] X[i][r'(j)] [+] K'(j));
           A' := D'; D' := C'; C' := B'; B' := T;
           if j == 15 {
               T := A; A := A'; A' := T;
           } else if j == 31 {
               T := B; B := B'; B' := T;
           } else if j == 47 {
               T := C; C := C'; C' := T;
           } else if j == 63 {
               T := D; D := D'; D' := T;
           }
       }
       h0 := h0 + A; h1 := h1 + B; h2 := h2 + C; h3 := h3 + D;
       h4 := h4 + A'; h5 := h5 + B'; h6 := h6 + C'; h7 := h7 + D';
   }
```